# Frozan Fana
Frozan Fana (1969, Afganistán) es una médica cirujana y política  afgana. Fue una de las dos candidatas mujeres en las elecciones presidenciales de Afganistán de 2009, un  país dominado por los talibanes en el cual las mujeres carecen de derechos humanos básicos.

## Trayectoria
Frozan Fana nació en 1969 en la República Islámica de Afganistán'. Se recibió de médica y se especializó en cirugía en Europa donde estuvo exiliada varios años. Su esposo, ministro del gobierno de Hamid Karzai, fue asesinado en el aeropuerto de Kabul en 2002.Ella proponía el diálogo dialogar con los combatientes talibán para que aceptaran deponer sus armas. Le tocó participar en una campaña cuando casi no se permitía a las candidatas mujeres mostrar sus fotos.
En  2009, hubo 38 candidatos en las elecciones presidenciales de Afganistán entre los que había dos mujeres, Frozan Fana y Sahla Atta.
Fana  se presentó sin haber ocupado un cargo político. Su eslogan durante la campaña fue El cambio positivo. Ella sostenía que no sólo son importantes los cambios, sino los cambios que conllevan mejoras.
Massouda Jalal fue la primera mujer en aspirar a presidir su país, pero Fana fue quien finalmente se decidió a intentarlo. En esas elecciones el 38% de los cuatro millones y medio de personas registradas eran mujeres. En ese momento, para votar demostrar que eran realmente mujeres tenían que levantarse el burka.
Fana salió en octavo lugar de 41 candidatos con obtuvo 14.998 votos, es decir, el 0,47 % del total de los votos escrutados.